# El Azizia (distrito)
El Azizia é um distrito localizado na província de Medea, Argélia, e cuja capital é a cidade de mesmo nome. A população total do distrito era de 26 270 habitantes, em 2008.[carece de fontes?]

## Comunas
O distrito está dividido em três comunas:
- El Azizia
- Magraua
- Mihoub